# 적록동맹 (스웨덴)
적록동맹(스웨덴어: De Rödgröna 데 뢰트그뢰나[*])은 스웨덴의 선거연합이다.

## 역사
적록동맹은 2008년 12월 7일, 보수주의 정당들의 선거연합인 스웨덴을 위한 연합에 대항해 창당되었다. 초기 가입 멤버는 스웨덴 사회민주노동당, 녹색당이었다. 하지만 2010년 선거에서 참패를 당하였고, 정권 획득의 과제에는 실패하였다. 그러나 4년 뒤 열린 총선인 2014년 스웨덴 총선거에서는 총 159석을 얻어 선전하였으며, 스테판 뢰벤 내각을 구성하기에 이른다. 2018년 스웨덴 의회선거에서는 144석을 얻어 총 15석을 잃었지만, 스웨덴을 위한 연합보다 2석을 더 얻었다. 그러나 녹색당 (스웨덴)의 선거 참패와 스웨덴 민주당의 의석 증가로 과반이 넘는 의석을 얻지 못했으며, 스테판 뢰벤 총리의 재집권 역시 불투명해졌다.
2019년 집권을 위해 좌파당과 연정을 파기하고 스웨덴을 위한 연합 소속 중도우파 정당인 중앙당, 자유당과 연정함으로써 대연정이 성사되었다.

## 가입 정당
- 스웨덴 사회민주노동당 (101)중도좌파 사민주의 정당. 現 총리인 스테판 뢰벤이 당수로 있다.
- 녹색당 (15)- 중도좌파, 생태주의 정당.
- 좌파당(28)- 민주사회주의 정당으로 적녹동맹에서는 가장 급진적인 세력이다.
- 여성주의구상 (0)-예테보리 의회에서 적녹동맹과 연정하였으나, 공식적으로 가입하진 않았다.

## 같이 보기
- 연합 (스웨덴)